# Editura Curtea Veche
Editura Curtea Veche Publishing este una dintre cele mai mari edituri din România, specializată în publicarea de cărți reprezentative ale literaturii române și străine.

## Prezentare

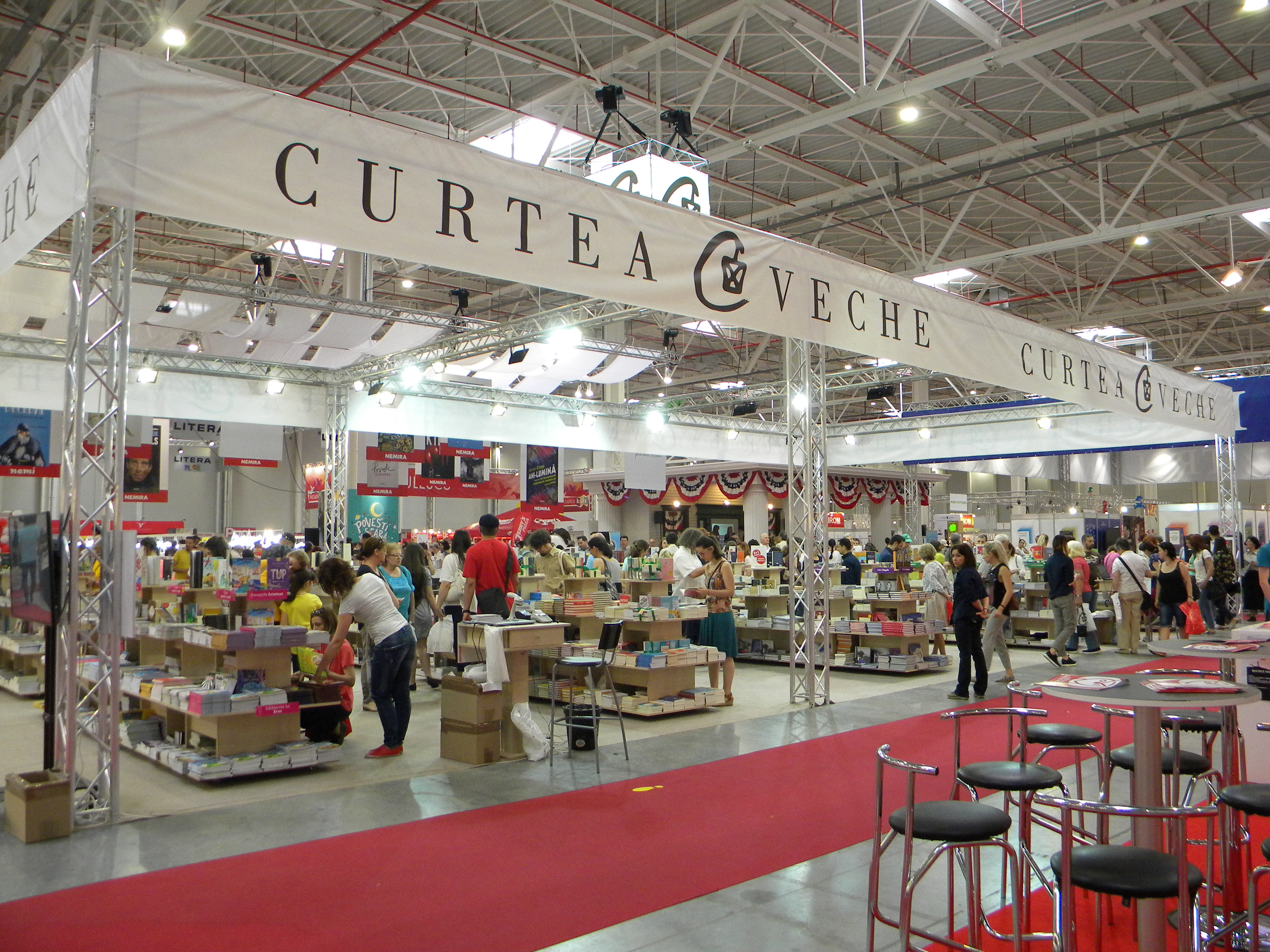
Standul editurii la Bookfest 2018

Înființată în 1998 ca o editură concentrată în special pe lucrări din domeniul dezvoltării personale, care se pliau perfect pe nevoile unei societăți românești aflate în tranziție (colecția Cărți Cheie), Curtea Veche Publishing s-a impus apoi în ochii cititorilor români datorită colecțiilor de business, literatură motivațională, educație financiară și socială, segmente pe care este lider de piață. Ulterior, editura și-a diversificat catalogul prin colecții acoperind diverse arii de interes: literatură universală contemporană (Byblos), terapie familială și de cuplu (Familia la Curtea Veche), științe sociale și politice (Constelații și Actual), psihologie (Biblioterapia), sănătate și nutriție (Să fii sănătos) etc.
Curtea Veche Publishing deține exclusivitatea pentru publicarea în România a cărților renumitului bucătar britanic Jamie Oliver. Colecțiile Cărți Cheie, Profit, Practic, Familia la Curtea Veche reunesc autori precum Dale Carnegie, Robert Kiyosaki, Daniel Goleman, Allan și Barbara Pease, Edward de Bono, ale căror cărți au fost vândute în sute de mii de exemplare în întreaga lume.
Alte proiecte editoriale ale editurii includ cărți pentru copii, cărți adresate femeilor, biografii ale unor personalități, precum și serii dedicate zonei de current affairs și relații publice internaționale.